# Agapetes macrantha
Agapetes macrantha là một loài thực vật có hoa trong họ Thạch nam. Loài này được (Hook.) Benth. & Hook.f. mô tả khoa học đầu tiên năm 1876.